# جنگ جبال (۳۱۹ قمری)
فتح جبال مجموعه‌ای از لشکرکشی‌های مرداویج زیاری در سال ۳۱۹ هجری قمری بود که منجر به گسترش مرزهای قلمرو و نزدیکی موقت او با خلافت عباسی شد. در پی این پیروزی مرداویج اقدام به تصرف اصفهان و خوزستان کرد که با خشم خلافت روبرو شد و روابط این دو مجدداً تیره گشت و زمینه را برای قدرت گرفتن آل بویه گشود.

## پیش‌زمینه‌ها
پس از مرگ اسفار، ماکان کاکی به طبرستان بازگشت و در گرگان سکونت گزید. مرداویج نیز حاکم دیگر مناطق تحت فرمانروایی او شد ولی به گرگان، پایتخت اسفار، نرفت و از همان‌جا به کشورگشایی پرداخت؛ نخست به مطیع کردن ممالک سابق اسفار اقدام کرد، سپس برای توانایی گسترش مرزهایش اعمال خود را به شهرهای تحت امر فرستاد تا خراج جمع‌آوری کنند. در این زمان امرای مناطق گوناگون هم به قیادت مرداویج اظهار تمایل کردند. مرداویج برای سپاه خود هزینهٔ زیادی می‌کرد که باعث می‌شد عدهٔ زیادی داوطلب به حضور در لشکریان او شوند. بخش عمده‌ای از این سربازان از طوایف گیل و دیلم بودند.

## نبرد نخست همدان
خواهرزادهٔ مرداویج، ابی الکرادیس علی بن عیسی طلحی، برای طلب خراج به شهر همدان عازم شد. در همین هنگام سپاه خلیفهٔ عباسی، به فرماندهی ابوعبدالله بن خلف، نیز در همدان اقامت داشت. در ورودی همدان شیرسنگی بود که مردم شهر آن را حافظ و نگهبان همدان می‌دانستند. لشکریان ابی‌الکرادیس در ورود به شهر این مجسمه را شکسته و از کوه به پایین پرت کردند. مردم همدان از این اقدام منزجر شده و به حمایت از سپاه خلیفه به مقابلهٔ با لشکریان زیاری پرداختند. در جنگی که رخ داد چهار هزار نفر کشته شدند و ابی‌الکرادیس هم کشته شد.

## قتل‌عام همدان
پس از جنگ دو سپاه شهر را ترک کردند. سپاهیان خلیفه به عراق عزیمت کردند و تتمهٔ لشکر زیاری نزد مرداویج بازگشتند. مرداویج قصد انتقام کرد و با ارتش خود به همدان بازگشت. مردم شهر در غیاب سپاه خلیفه مقاومت کردند ولی یک روز بیشتر تاب نیاوردند و مرداویج با ورود به شهر سه روز به قتل‌عام مردم پرداخت. در روز سوم ریش‌سفیدان شهر در مصلی نزد مرداویج آمدند ولی مرداویج همگی را کشت و پس از غارت شهر، آن را به آتش کشید. در پایان لشکریان مرداویج پنجاه خروار «بند شلوار ابریشمی» از کشتگان به غنیمت بردند.

## نبرد دوم و فتح جبال

مناطق مرداویج. نواحی هاشورخورده در حملات ۳۱۹ هجری فتح شدند.

خلیفه، مقتدر عباسی، با شنیدن اخبار هارون بن غریب (پسردایی خود) را با لشکر بزرگی به همدان فرستاد و در اطراف شهر دو سپاه روبه‌رو قرار گرفته و در نبردی که روی داد مرداویج سپاه خلیفه را شکست داد. با این پیروزی مرداویج توانست به راحتی نواحی جبال من‌جمله کرمانشاه، لرستان، کردستان و پشتکوه را فتح کند. همچنین ابن علان قزوینی را در رأس سپاهی به دینور فرستاد و آن شهر توسط ابن‌علان غارت و تسخیر شد. گزارش‌ها حاکی از قتل هفده هزار دینوری در روز نخست حمله دارد. ابن‌علان پس از دینور به حلوان لشکرکشی کرده و آنجا را نیز غارت کرد و سپس با غنائم و اسرا نزد مرداویج بازگشت. مسعودی تعداد اسرایی که سپاهیان از دینور با خود آوردند را بین پنجاه تا صد هزار نفر گزارش کرده. عده‌ای از اهالی دینور با روی سیاه کرده نزد خلیفه گریختند و کمک خواستند ولی نتیجه‌ای نداشت.

## جنایات جنگی
لشکریان مرداویج خشونت بسیاری به خرج می‌دادند. او پس از مرگ برادرزاده‌اش و مشاهده گریه‌های خواهرش، شخصاً به همدان حمله کرد و با این که سپاه خلیفه شکست خورد و آنجا را ترک کرده بودند، فرمان قتل‌عام غیرنظامیان را داد. به گفته مسعودی، در اولین روز بیش از چهل هزار مرد به قتل رسیدند و این کشتار تا سه روز ادامه داشت و پس از آن اعلام امان شد. در حمله ابن علان قزوینی به شهرهای غربی جبال، پس از فتح دینور در آنجا قتل‌عام کردند و زمانی که «ابن ممشاد دینوری» قرآن به دست برای شفاعت آمد، قرآن را به صورت او زد و او را به قتل رساند. سپس خون و جان و مال و ناموس مردم منطقه در اختیار سپاه مرداویج قرار گرفت. این کشتار و تاراج تا حلوان ادامه یافت. چنان‌که تعداد اسیران را از ۵۰ تا ۱۰۰ هزار تن نوشته‌اند.

## نتایج جنگ
پس از فتح جبال مرداویج با خلافت مذاکره کرد و به خواست خلیفه نواحی متصرفی همدان و دینور و مضافات آن را تخلیه کرد و به عمّال خلیفه سپرد و به جای آن از خلیفه خلعت و لوای حکومت بر نواحی شرقی جبال از شرق همدان تا ری را گرفت و بدین شکل یکی از امیران امارت‌های استیلا شد. مرداویج لباس سیاه (شعار عباسیان) را بر تن کرد و مالیات را پرداخت. به گزارش ابن اثیر، مقتدر در مقابل خراج دویست هزار دینار، همدان و ماه کوفه را به مرداویج سپرد ولی ابن مسکویه نوشته‌است که خلیفه به‌جز این دو شهر نام‌برده، باقی متصرفات مرداویج را به او بخشیده‌است. این اتفاق موجب خشم برخی از دیلمیان شد. با خلع و قتل المقتدر بالله در شوال ۳۲۰ هجری، برادرش القاهر بالله به خلافت رسید که نام او بر سکه‌هاس مرداویج نقش بسته‌است و نشان از ادامه این رابطه دارد.